# Mischocyttarus artifex
Mischocyttarus artifex är en getingart som först beskrevs av Adolpho Ducke 1914.  Mischocyttarus artifex ingår i släktet Mischocyttarus och familjen getingar. Inga underarter finns listade i Catalogue of Life.